# دیوید دمین
دیوید دِمین (به انگلیسی: David Demaine؛ زادهٔ ۷ مهٔ ۱۹۴۲ – درگذشتهٔ ۱۹ مهٔ ۲۰۲۵) بازیکن فوتبال اهل انگلستان بود.
از جمله باشگاه‌هایی که وی در آن‌ها بازی کرده‌است می‌توان به باشگاه فوتبال ساوتپورت، باشگاه فوتبال ترانمره راورز و باشگاه فوتبال بلکپول اشاره کرد.

## درگذشت
دمین، در ۱۹ مهٔ ۲۰۲۵، در سن ۸۳ سالگی در کلمبیا درگذشت.